# サム・チョンキット
サム・チョンキット（Sam Chongkit、1995年3月2日 - ）は、JAPAN RUGBY LEAGUE ONE マツダスカイアクティブズ広島に所属するラグビーユニオンの選手。

## プロフィール
- フィジー出身[1]。
- ポジションはロック(LO)。
- 身長 198cm、体重 107kg
- ニックネームはサム。
- 高校ニュージーランド代表に選ばれたことがある。

## 略歴
5歳からラグビーを始めた。
ハミルトンボーイズ高校、北海道バーバリアンズを経て、2018年、宗像サニックスブルースに加入。同年9月29日に行われたジャパンラグビートップリーグ第2節代替の神戸製鋼コベルコスティーラーズ戦に先発出場で日本での公式戦初出場を果たす。
2021年、三菱重工相模原ダイナボアーズに加入。
2023年、清水建設江東ブルーシャークスに加入。
2024年7月、マツダスカイアクティブズ広島に入団。